# Gamal Abdel Nasser

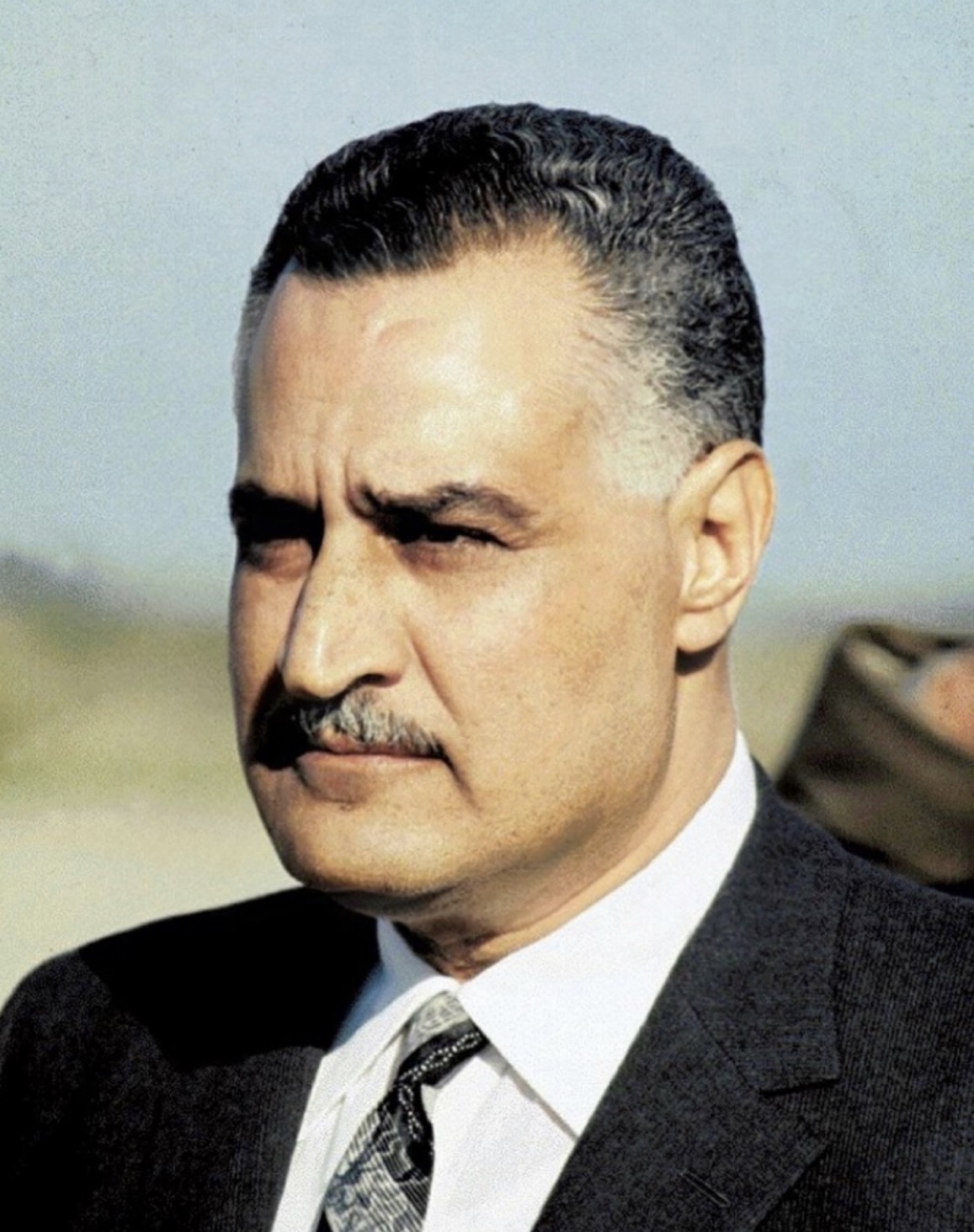
Gamal Abdel Nasser (1969)

Gamal Abdel Nasser (ägyptisch-Arabisch für جمال عبد الناصر Dschamāl ʿAbd an-Nāsir, DMG Ǧamāl ʿAbd an-Nāṣir; * 15. Januar 1918 in Alexandria; † 28. September 1970 in Kairo) war ein ägyptischer Offizier und Staatsmann. Von 1952 bis 1954 war er Ministerpräsident Ägyptens, von 1954 bis 1970 dann Staatspräsident sowie in der Periode der Vereinigung Ägyptens mit Syrien Präsident der Vereinigten Arabischen Republik.

## Herkunft

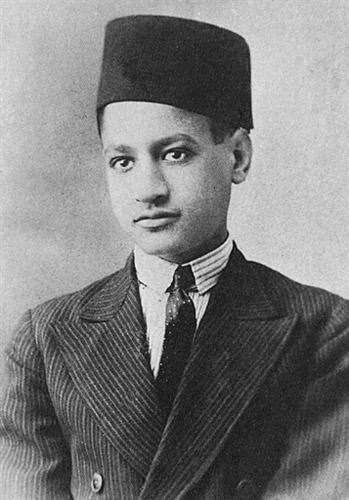
Nasser in seiner Jugend (1931)

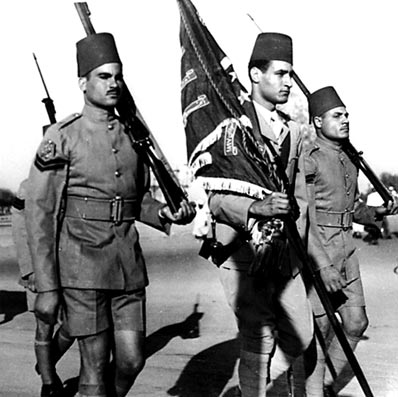
Nasser (Mitte) als Offizier 1940

Nasser, dessen Vater Abd el Nasser Husein Postbeamter war und aus dem kleinen oberägyptischen Dorf Banī Murr in der Nähe von Asyut stammte, wuchs in einfachen Verhältnissen auf. Seine Mutter, Fahima Mohammad Hammad, Tochter eines Kohlehändlers aus Alexandria, die mit dem Vater Abdel Nassers seit 1917 verheiratet war, starb bereits 1926. Da der Vater oft versetzt wurde, begann Abdel Nasser seine Schulausbildung in Asyut. Um die wiederholten Schulwechsel zu vermeiden, beschlossen die Eltern, ihr Kind zum Onkel nach Kairo zu schicken, als dieser sieben Jahre alt war. Trotzdem hielt er sich oft in dem Heimatdorf auf, aus dem seine Familie stammte, wo er aus erster Hand die Armut der Dorfbewohner beobachten konnte, die oft als Angestellte des Staates in Lohn und Brot kamen, oft erreichten sie dieses Ziel auch durch höhere Bildungsabschlüsse. Erstmals konnte Abdel Nasser während seiner Kairoer Schulzeit an der al-Naḥḥasīn-Schule unvorstellbare Armut und völlig überfüllte Wohnquartiere in der ägyptischen Hauptstadt aus erster Hand erleben. Während seiner Zeit in der ägyptischen Hauptstadt erreichte ihn die Nachricht vom Tod seiner Mutter. Weil der Vater recht bald wieder heiratete, wendete sich der junge Abdel Nasser gegen seinen Vater und wurde unabhängiger, außerdem sagte man ihm nach, er sei seitdem wesentlich ernsthafter und nachdenklicher geworden. Als er kurz darauf mit seinem Studium begann, begann er, sich an militanten Aktionen gegen die Präsenz Großbritanniens und die Politik seines Landes zu beteiligen.
Somit wendete sich Abdel Nasser bereits in seiner Jugend politisch gegen ausländische Einflüsse auf die ägyptische Politik, insbesondere die auch nach ihrem formellen Ende 1922 weiter wirksame britische Herrschaft. Bereits als Schüler nahm er an antibritischen Demonstrationen teil, die 1923 von der ultranationalistischen Jungägyptischen Gesellschaft organisiert wurden. 1935 kam er wegen „umstürzlerischer Tätigkeit“ in Untersuchungshaft. Mehrfach bewarb er sich beim Militär und der Polizei, erst durch die Unterstützung einer einflussreichen Person gelang ihm dieser Schritt 1936 und so konnte er die Militärakademie Kairo besuchen. Diese schloss er 1940 ab. Er lehnte den britischen Einfluss ab, der sich auch auf die ägyptischen Streitkräfte erstreckte: Im Februar 1942 umstellten britische Panzer den Königspalast und zwangen König Faruq I., die Regierung durch eine pro-britische zu ersetzen. Viele ägyptische Offiziere verließen daraufhin die Armee, da sie es nicht vermochte, den eigenen König zu schützen. Nasser gehörte nicht zu diesen Offizieren. Er war der Meinung, dass ein solcher König keinen Schutz verdiene, dass er eher gestürzt werden müsse. Nach einem Aufenthalt im Sudan begann er 1943 eine Tätigkeit als Lehrer an der Militärakademie. Hier beteiligte er sich an der Gründung des illegalen „Komitees freier Offiziere“. 1947 besuchte er die Generalstabsschule. Von 1948 bis 1949 nahm er als Hauptmann am Palästinakrieg teil. Als Mitglied der ägyptischen Delegation beteiligte er sich an den Waffenstillstandsverhandlungen mit Israel auf der griechischen Insel Rhodos. 1951 war er Ausbilder an der Stabsschule der Infanterie in Kairo. Nassers erklärte Vorbilder waren der Prophet Mohammed, George Washington, Voltaire und Gandhi.

## Beginn der politischen Aktivität
Während des Zweiten Weltkriegs arbeitete Nasser mit deutschen und italienischen Agenten zusammen und plante gemeinsam mit weiteren ägyptischen Militärs einen Putsch gegen die Briten. Die Zusammenarbeit mit den Achsenmächten war nicht nur in Nassers Antikolonialismus, sondern auch in seiner Judenfeindschaft begründet – er war überzeugt von der Authentizität der antisemitischen Protokolle der Weisen von Zion und ließ sie als einer der ersten arabischen Staatschefs nachdrucken.
Nasser gründete 1949 das Komitee der Freien Offiziere. Alle neun (später elf) Mitglieder waren aber zu jung, um nach einem Militärputsch in der Bevölkerung Vertrauen zu erlangen, da Ägypten sehr patriarchalisch geprägt ist. General Muhammad Nagib wurde u. a. auch deswegen als ranghöchster Offizier an die Spitze des Komitees gewählt. In dieser Zeit kam es auch zeitweise zu einer Annäherung an die Muslimbrüder. Hasan al-ʿAschmāwī, ein Freund, der der Muslimbruderschaft angehörte, ermöglichte Nasser Ende 1950, auf dem Grundstück seines Vaters ein geheimes Waffenlager anzulegen.

## Staatsstreich und Machtkampf mit Nagib
Unter der Führung von Nagib und Nasser stürzten die Freien Offiziere in der Nacht vom 22. auf den 23. Juli 1952 König Faruk I. General Nagib wurde Präsident, Nasser Premier und Innenminister. In den Folgejahren gerieten Nasser und Nagib jedoch zunehmend in Konflikt über den künftigen Weg Ägyptens. Nagib war für eine Rückkehr der Armee in die Kasernen und die Erstellung eines demokratischen Gemeinwesens mit den aus der Monarchie übernommenen alten Parteien, während Nasser für die Fortsetzung der Militärherrschaft und einen gesellschaftlichen Umbau war und die politische Opposition, zunächst vor allem die Kommunisten, unterdrücken ließ. Am 26. Februar 1954 setzte Nasser Nagib ab und stellte ihn unter Hausarrest. Im gleichen Jahr wurde er zum Vorsitzenden des Revolutionären Kommandorats. Als Nasser Nagib stürzte, wurden bei dem Ex-Präsidenten drei Millionen Dollar in bar gefunden. Nasser vermutete, dass das Geld von US-Außenminister John Foster Dulles stammte. Der Bruder des damaligen CIA-Chefs Allen Dulles hatte wenige Monate zuvor mit Nagib verhandelt. Nasser ließ mit dem Geld den Fernsehturm Kairo bauen. Später pflegte Nasser zu Freunden, mit Blick auf den Turm zu sagen: „Sprecht leise, die CIA hört mit.“

## Präsidentschaft
Nasser wurde am 23. Juni 1956 zum Präsidenten Ägyptens gewählt. Er behielt das Amt bis zu seinem Tod.

### Politische Ideologie
Zu Beginn seiner Herrschaft vertrat Nasser vor allem die Idee des ägyptischen Nationalismus. Auch nahm er eine konziliantere Haltung gegenüber dem Staat Israel ein, den er als Produkt einer gelungenen Befreiung von kolonialer Herrschaft betrachtete. Nach seiner Machtübernahme verschrieb er sich immer mehr dem Panarabismus. Eine Begründung für seinen Sinneswandel gab Nasser selbst 1953 gegenüber einem engen Freund: „Früher habe ich weder an die Araber noch an den Arabismus geglaubt. Jedes Mal wenn du oder jemand anderer mit mir über die Araber geredet hatten, habe ich darüber gelacht. Aber dann habe ich das ganze Potential der arabischen Staaten erkannt! Dadurch habe ich meine Meinung geändert.“
1954 publizierte er das programmatische Buch Die Philosophie der Revolution. Der Chefredakteur der Zeitung Al-Ahram Muhammad Heikal hatte es als Ghostwriter geschrieben. Nassers darin enthaltene „Drei-Kreise-Theorie“ begründete eine Führungsrolle Ägyptens sowohl in der arabischen als auch in der afrikanischen bzw. der islamischen Welt.
Dennoch verhandelte Nasser auch mit Israel; seine Gespräche mit dessen Premier Mosche Scharet über eine die Palästinenser einschließende Friedenslösung wurden von David Ben-Gurion durch westdeutsche Waffenlieferungen an Israel sabotiert. Infolge seiner dadurch verstärkten Hinwendung zum arabischen Nationalismus vertrat Nasser auch eine aggressivere Haltung gegenüber Israel, dessen Existenzrecht er schließlich ablehnte. Nasser nutzte Radiostationen, um seine Ideologie in Afrika und vor allem in der arabischen Welt zu verbreiten. Dazu bediente er sich oberflächlich islamischer Rhetorik. Seine Hinwendung zum Panarabismus half Nasser dabei, sich gegenüber seinen politischen Gegnern – zunächst vor allem Nagib und der Muslimbruderschaft – ideologisch abzugrenzen. Dabei entlehnte er viele Inhalte dem arabischen Sozialismus der Baath-Partei, geriet bald aber auch mit dieser in der Frage in Konflikt, ob die arabische Einheit oder soziale Reformen Vorrang haben sollten.

### Außenpolitik
International war Nasser gemeinsam mit Josip Broz Tito aus Jugoslawien, Jawaharlal Nehru aus Indien und dem indonesischen Gastgeber Sukarno eine zentrale Figur auf der ersten Gründungskonferenz der blockfreien Staaten 1955 in Bandung. Zudem verfolgte Nasser die Aufrüstung der ägyptischen Streitkräfte, die er zu den stärksten der arabischen Welt machen wollte. Nachdem er bei den westlichen Staaten nur wenig Militärhilfe bekommen hatte, näherte er sich dem Ostblock an und bekam zunächst vor allem tschechoslowakische Waffen geliefert. Damit war eine Annäherung an die Sowjetunion verbunden, was wiederum dazu führte, dass westliche Staaten und die Weltbank Ägypten kaum noch Kredite gewährten und sich die diplomatischen Beziehungen Nassers zum Westen verschlechterten. Zudem griffen immer wieder Milizen von ägyptischem Territorium aus Israel an. Ägypten unterstützte überdies in Algerien im Algerienkrieg die Aufständischen gegen die französische Kolonialregierung mit Waffen. Der Sowjetunion eröffnete Nasser die Möglichkeit, ihre diplomatischen Beziehungen zu anderen arabischen Ländern zu stärken.
Nasser schloss 1954 mit der britischen Regierung Churchill III das Suez-Abkommen. Die von Ägypten betriebene Verstaatlichung des Suezkanals am 26. Juli 1956 löste den gemeinsamen Angriff Frankreichs, Großbritanniens und Israels gegen Ägypten aus, der zwar mit einer militärischen Niederlage Nassers endete. Durch den Einsatz der damaligen Supermächte UdSSR und USA für einen Waffenstillstand und die Verurteilung des alliierten Angriffs durch die UN-Vollversammlung trug Nasser jedoch einen politischen Sieg davon, der ihn fortan zu einem Vorbild für die ganze arabische Welt machte (Hauptartikel: Suezkrise).
Im Mai 1958 weilte er zu einem Staatsbesuch in Moskau. Dort unterzeichnete er ein Abkommen über die wirtschaftliche technische Zusammenarbeit. Diese Schritte erfolgten auf der Grundlagen der aus der Suez-Krise gezogenen Lehre, dass Ägypten am besten im Windschatten einer Großmacht fahren würde. Dieser Verbündete war für ihn die Sowjetunion. Dabei beruhten die Interessen sogar auf Gegenseitigkeit. Die Sowjetunion sah ihre Chance, ihren Einfluss auf die arabische Welt auszudehnen. Für Ägypten brachte das Abkommen dringend benötigte wirtschaftliche und zum Teil auch militärische Hilfe. Als die USA die Finanzhilfe am Assuan-Projekt einstellte, floss russisches Geld, kamen russische Ingenieure und Facharbeiter und wurden russische Maschinen am Staudammprojekt eingesetzt. Russische Militärexperten kamen ins Land und ägyptische Offiziere fuhren zur Ausbildung in die UdSSR. Ägypten erhielt auf diesem Weg auch Waffenhilfe in Form von Militärtechnik.
1958 schlossen sich Ägypten und Syrien zur Vereinigten Arabischen Republik (VAR) zusammen. Nasser wurde mit 99 Prozent der Stimmen zu ihrem Staatspräsidenten gewählt. Dieser Schritt war als erste Stufe zur Schaffung einer Vereinigung aller arabischen Staaten gedacht. Ziel war dabei vor allem die Stärkung der militärischen Position gegenüber Israel und der Umbau der Region zu einem sozialistischen Staat. Bis in den Spätherbst 1958 sah es so aus, als ob auch der Irak der VAR beitreten würde, allerdings kühlten die Beziehungen zwischen den beiden Ländern zu Beginn des Jahres 1959 innerhalb kurzer Zeit merklich ab. Die Union mit Syrien zerbrach 1961 schon wieder, als sich Syrien davon lossagte. Nasser war neben Kwame Nkrumah einer der Hauptvertreter des Panafrikanismus und einer der Hauptvertreter des Panarabismus. Seine Version der Idee einer geeinten arabischen Nation vom Atlantik bis zum Persischen Golf wird auch als Nasserismus bezeichnet, der aber 1967, nach der Niederlage im Sechs-Tage-Krieg gegen Israel, an Attraktivität verlor. Teilweise wurde dies vom in der Folge aufkommenden islamischen Fundamentalismus genutzt.

### Innenpolitik

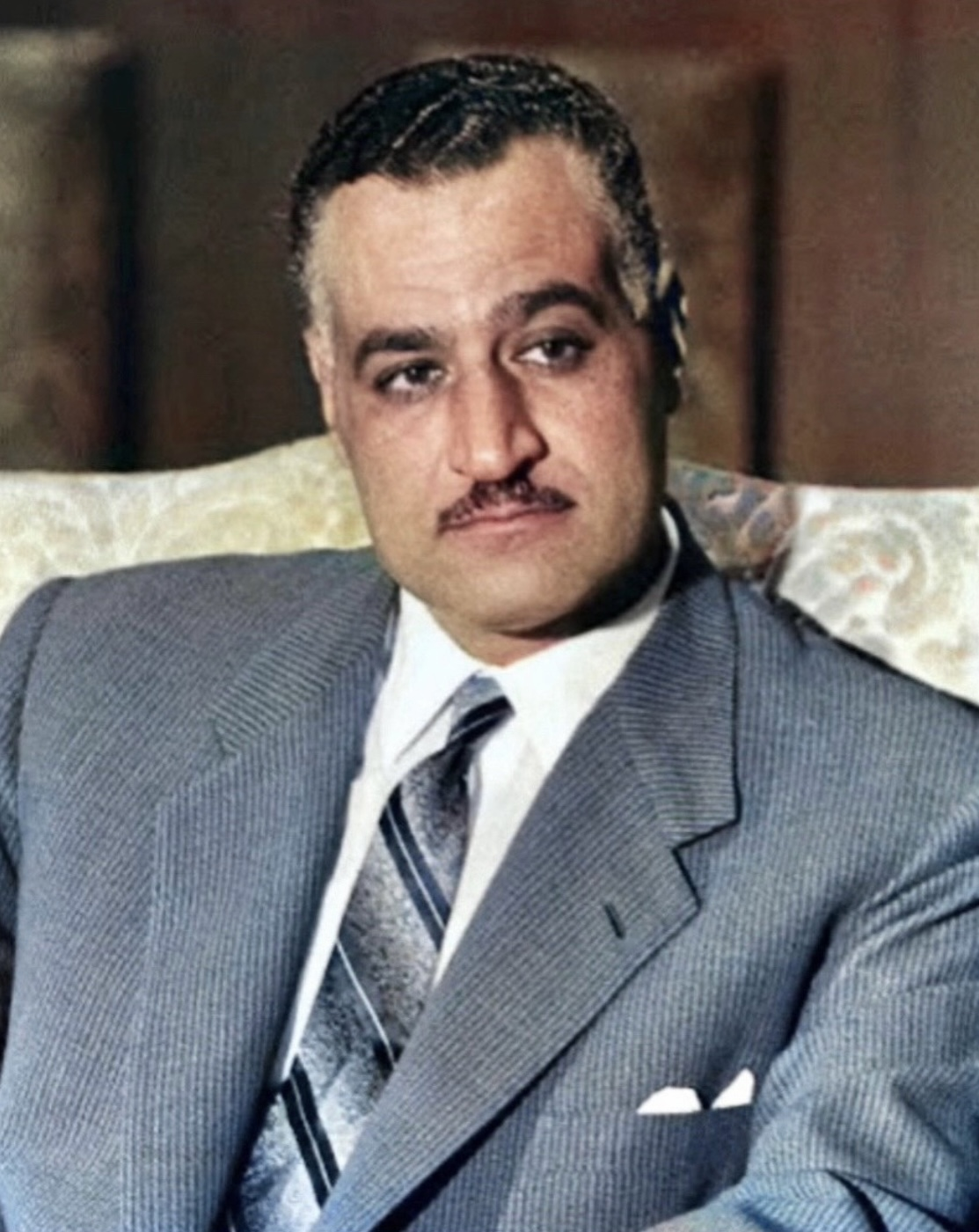
Gamal Abdel Nasser (1961)

Nasser trieb 1960 durch die Einnahmen aus dem verstaatlichten Suezkanal den Bau des Assuan-Staudamms voran und förderte die Ausbildung der ägyptischen Jugend unter anderem, indem er ihr eine freie Bildung ermöglichte. Ebenso führte er das Frauenwahlrecht ein und die kostenlose medizinische Versorgung. Popularität verschaffte ihm zudem die Zuteilung von Land an Kleinbauern nach der von Nagib eingeleiteten Bodenreform.
Die wirtschaftlichen Erfolge unter Nasser wurden begrenzt, als im Zusammenhang mit seiner Verstaatlichungspolitik ausländische Investitionen abgezogen wurden und gleichzeitig auch Ägypter ihr Kapital ins Ausland schafften.

### Religionspolitik
Auf religionspolitischer Ebene verfolgte Nasser nach außen zunächst eine Politik interislamischer Kooperation, die der Legitimierung des eigenen internationalen Führungsanspruchs innerhalb der islamischen Welt diente. Zusammen mit dem saudischen König Saud ibn Abd al-Aziz rief er im August 1954 auf einem Kongress in Mekka „die Islamische Konferenz“ (al-Muʾtamar al-islāmī) ins Leben, die ihren Sitz in Kairo hatte und an deren Spitze er Anwar as-Sadat stellte. Im Laufe der Zeit geriet Nasser mit seiner Islam-Politik allerdings immer mehr in Konkurrenz zu König Saud, der 1962 zur Bekräftigung seines Führungsanspruchs in der islamischen Welt die Islamische Weltliga gründete. Nasser baute als Gegenpol zur Liga die schon seit 1961 in Kairo bestehende Akademie für Islamische Forschung (maǧmaʿ al-buḥūṯ al-Islāmīya) aus und ließ sie ab 1964 jährliche internationale islamische Konferenzen abhalten.
Nach innen war Nassers Religionspolitik zunächst einmal von der Auseinandersetzung mit der Muslimbruderschaft geprägt. Zwar berief Nasser im Januar 1953 drei namhafte Muslimbrüder, Sālih ʿAschmāwī, ʿAbd al-Qādir ʿAuda und Muhammad Kamāl Chalīfa, in eine kurzlebige Verfassungskommission und besuchte im Februar 1953 zum vierten Todestag von Hasan al-Bannā dessen Grab, doch verschlechterte sich das Verhältnis zwischen Bruderschaft und Nasser im Laufe des Jahres zusehends. Am 26. Oktober 1954 wurden, als Nasser in Alexandria eine Rede zur Feier des britischen Militärrückzugs hielt, in dem als Al-Manschiyya-Vorfall bekannt gewordenen Angriff durch einen Muslimbruder aus einigen Metern Entfernung Schüsse auf ihn abgefeuert. Nasser blieb unverletzt und wandte sich an das Volk in einer dramatischen improvisierten Ansprache, die am Rundfunk in die gesamte arabische Welt übertragen wurde. Nach seiner Rückkehr nach Kairo ließ er die Organisation auflösen, die Mitglieder wurden verhaftet oder verbannt und mehrere Führungspersönlichkeiten gehängt. 1962 folgte eine zweite Verhaftungswelle gegen die Muslimbruderschaft. Um jegliche islamische Opposition im Lande auszuschalten, bemühte sich Nasser, wie auch schon die ägyptischen Könige und die Briten vor ihm, das religiöse System unter staatliche Kontrolle zu bringen.
Zur Legitimation der sozialistischen Politik und des Bündnisses mit der Sowjetunion diente das ideologische Konzept des „islamischen Sozialismus“. Zur Propagierung dieser sozialistischen Version des Islams wurde 1960 der „Oberste Rat für Islamische Angelegenheiten“ gegründet. Treibende Kraft bei der Entwicklung dieses „islamischen Sozialismus“ war Ahmad Hasan az-Zaiyāt (1885–1968), der Herausgeber der Azhar-Zeitschrift. Er lobte darin Nasser im Oktober 1960 für seine „drei Revolutionen“: die erste sei politischen Charakters gewesen und habe Freiheit, Einheit und Unabhängigkeit gebracht, die zweite sei sozialen Charakters und habe Gleichheit und Demokratie gebracht und die dritte schließlich sei ökonomischen Charakters, weil sie sich auf das System des Sozialismus, das heißt auf Gerechtigkeit und gegenseitige Hilfe, stütze. Was noch fehle, sei eine vierte religiöse Revolution, die die Vernunft von der „unterwürfigen Nachahmung“ befreie, die Sunna von den erlogenen Hadithen reinige und den Fiqh in den erlaubten Grenzen der Scharia weiterentwickle. Zur Umsetzung dieses Reformprogramms wurden im Sommer 1961 die al-Azhar-Universität per Gesetz verstaatlicht und die ʿUlamāʾ zu Staatsangestellten gemacht.

### Die Niederlage 1967

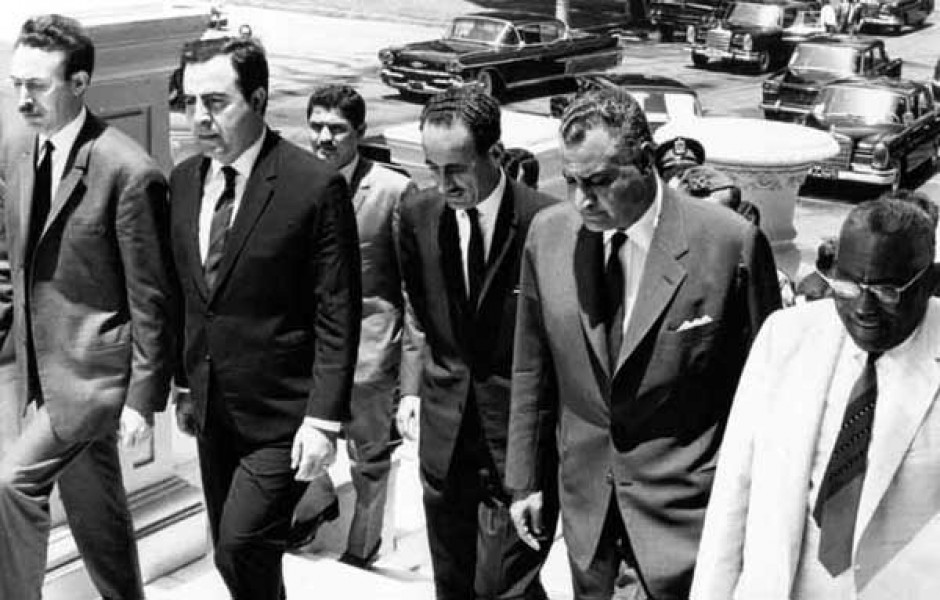
Kairo 1968: von links nach rechts die Präsidenten Boumédiène, Atassi, Arif, Nasser und al-Azhari

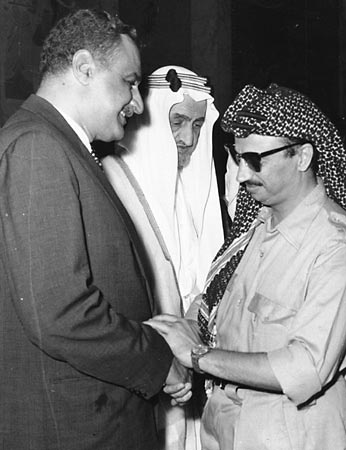
Ägyptens Präsident Nasser, Saudi-Arabiens König Faisal und PLO-Vorsitzender Arafat im September 1970 auf dem Gipfeltreffen der Arabischen Liga

Im Vorfeld des Sechstagekriegs hatte Nasser verschiedene Aktionen gegenüber Israel wie die Schließung des Golfs von Akaba, die Ausweisung von UN-Truppen auf der Sinai-Halbinsel und eine damit angeblich einhergehende Mobilmachung der ägyptischen Armee angeordnet. Der Präventivangriff Israels und die vernichtende Niederlage, die die israelische Armee den ägyptischen Streitkräften in der Luft und an Land zufügte, führten dazu, dass Nasser am 9. Juni 1967 seinen Rücktritt anbot. Massendemonstrationen in Ägypten und in der arabischen Welt veranlassten ihn jedoch, im Amt zu bleiben. Nasser hatte sein hohes Ansehen beim ägyptischen Volk jedoch eingebüßt. Mit der Niederlage von 1967 setzte der Niedergang des arabischen Nationalismus ein, zu dessen Hauptvertretern Nasser gehörte.
Im Abnutzungskrieg (1968–1970) gelang es Nasser zumindest teilweise, das Selbstvertrauen der ägyptischen Truppen wiederherzustellen. Als Israel im Laufe des Jahres 1969 das Bombardement ägyptischer Städte intensivierte, sah Nasser sich gezwungen, unter großen Zugeständnissen bei den Sowjets um Unterstützung zu ersuchen. Die schwierige Kriegslage mit häufigen israelischen Luftangriffen auf ägyptische Städte hatte ihm zu diesem Zeitpunkt gesundheitlich bereits schwer zugesetzt.

## Tod 1970
Gamal Abdel Nasser starb unmittelbar, nachdem er einen Waffenstillstand zwischen Jordanien und Palästinensern vermittelt hatte, am 28. September 1970 in Kairo an einem Herzinfarkt und wurde von Anwar as-Sadat als Staatspräsident abgelöst. Am Trauerzug für den Verstorbenen nahmen am 1. Oktober 1970 geschätzte fünf Millionen Menschen teil. Bestattet wurde er in der Abdel-Nasser-Moschee in Kairo. Der hinter dem Assuan-Staudamm gelegene Stausee wurde nach ihm benannt.
Nasser hinterließ zwei Töchter (Huda und Mona) sowie drei Söhne (Khaled, Abdul Hamid und Hakim Amer). Khaled wurde im November 1988 (in Abwesenheit) zum Tode verurteilt, weil er die Untergrundgruppe „Ägyptens Revolution“ unterstützt haben soll.
Aschraf Marwan, der Ehemann von Nassers Tochter Mona, war als Präsidentenberater zunächst unter Nasser und später unter Sadat tätig. Er wirkte ab 1969 für rund zehn Jahre als Geheimagent für Israel.

## Sonstiges
- Ehrenbürger von Belgrad 1956[25]

## Werke
- Gamal Abdul Nasser, Egypt’s Liberation. The Philosophy of the Revolution. Public Affairs Press, Washington/DC, 1955.